# Pesca da Suécia

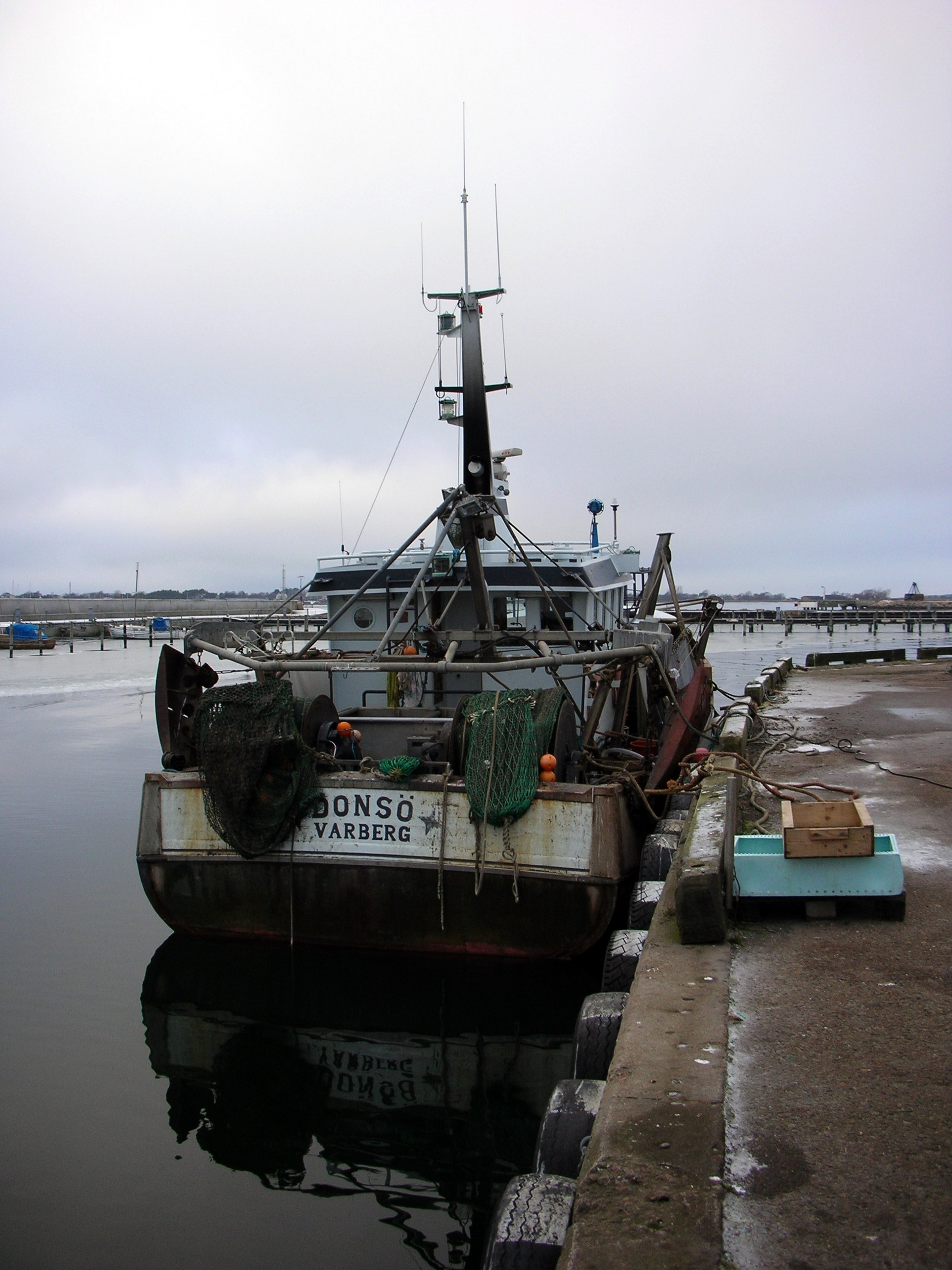
O barco de pesca Donsö em Varberg, 2010.

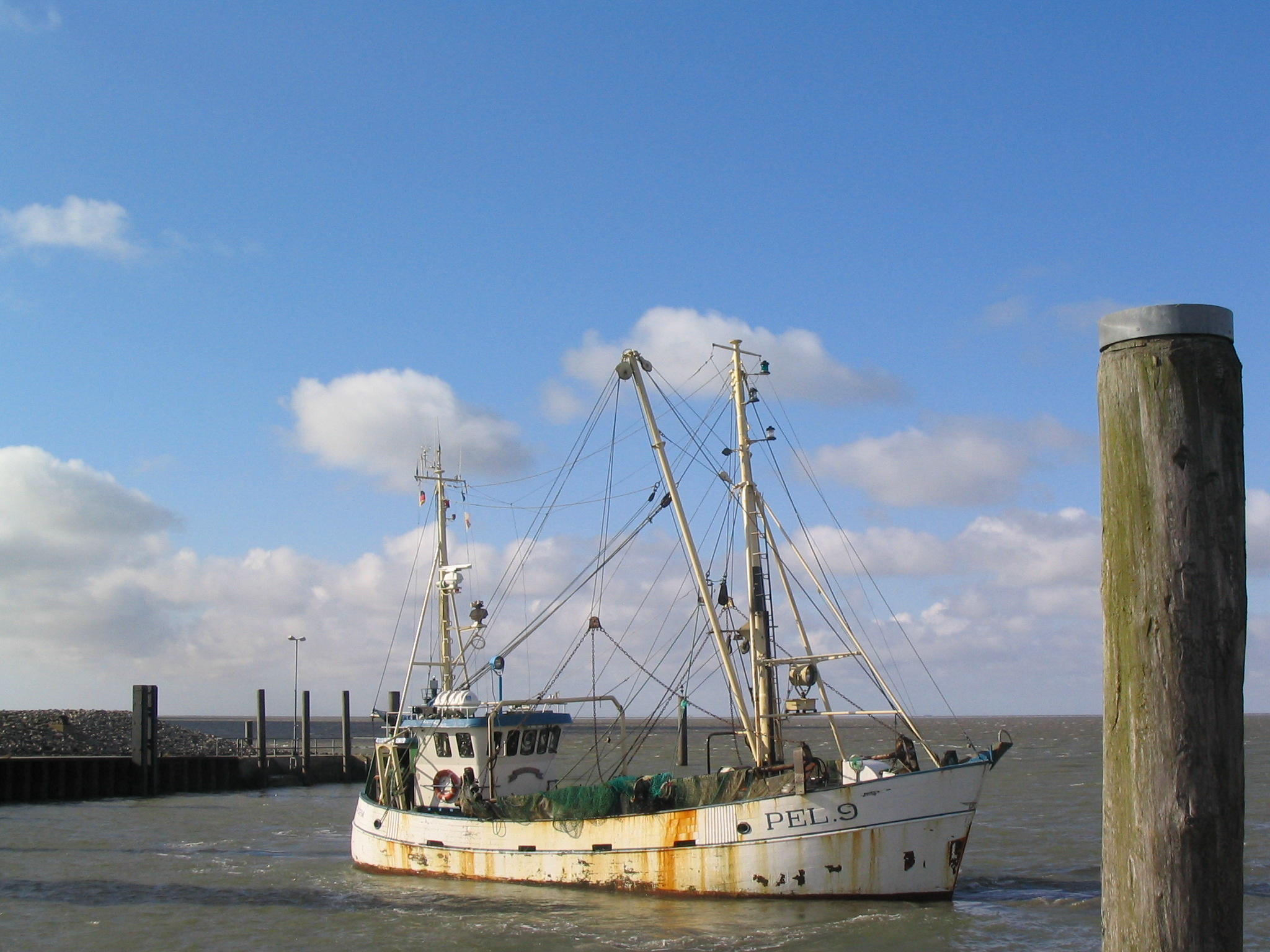
Arrastão no Mar Báltico

A pesca na Suécia é uma atividade econômica menor, embora tenha importância local e nacional.

É praticada sobretudo nas costas do Escagerraque e Categate, e do Mar Báltico.

As principais espécies capturadas são a espadilha, o arenque, o bacalhau, a cavala e o camarão.

A maior parte das capturas é transformada em farinha de peixe, para alimentação de trutas e salmões em regime de aquacultura

A autoridade reguladora da pesca na Suécia é a Direção Geral do Mar e da Água (Havs- och vattenmyndigheten).

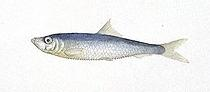
Espadilha
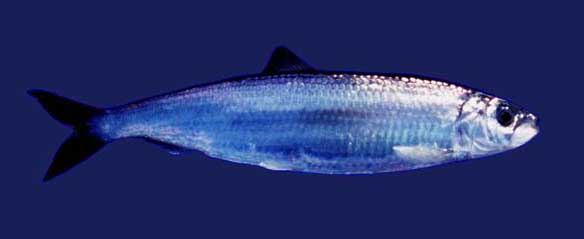
Arenque
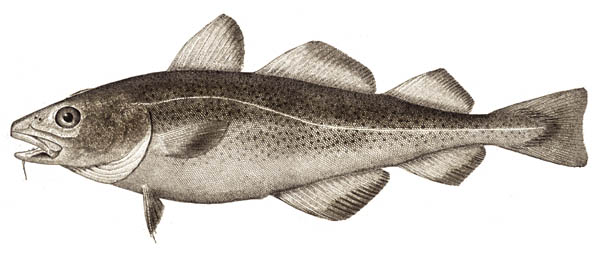
Bacalhau
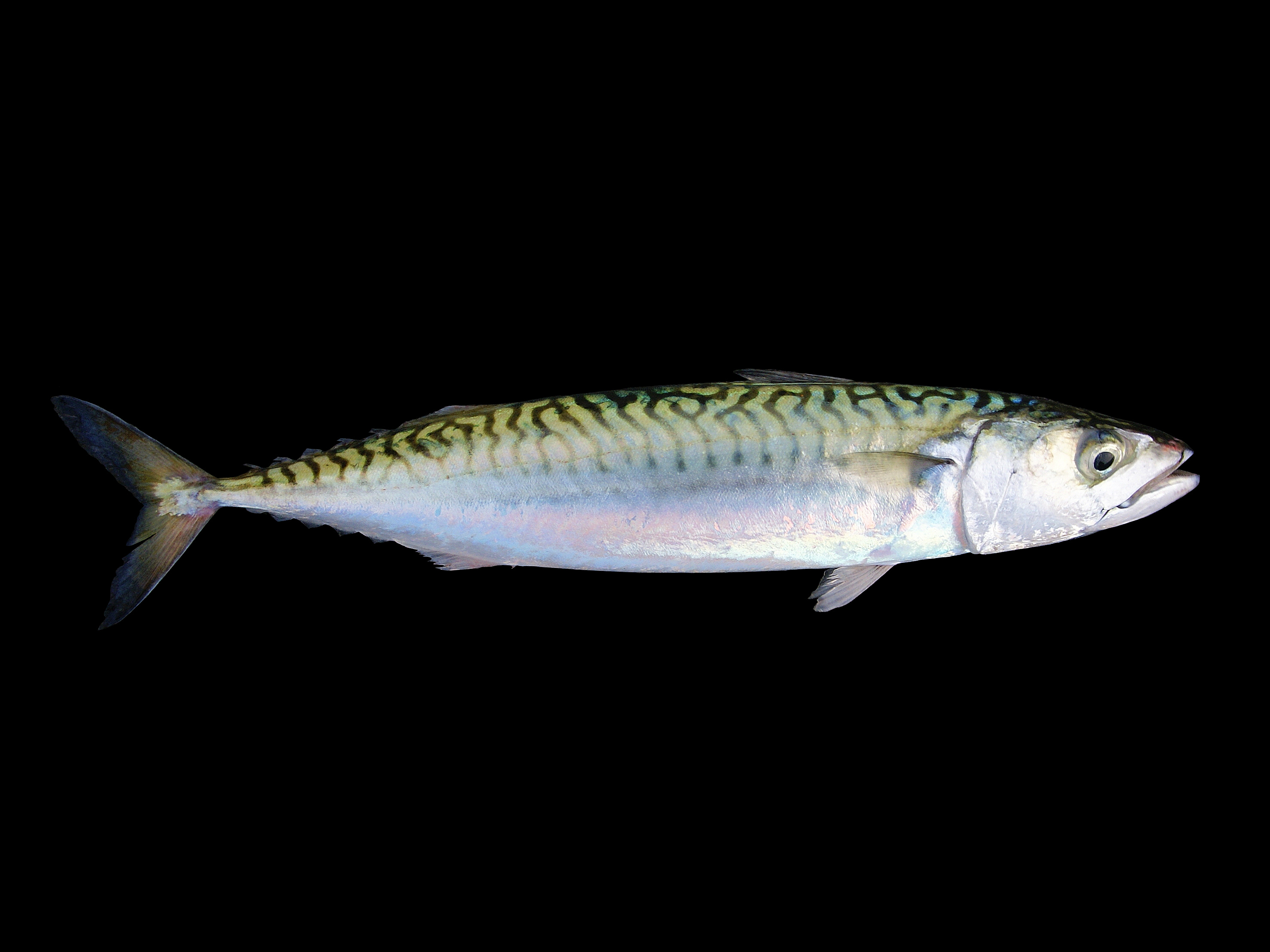
Cavala
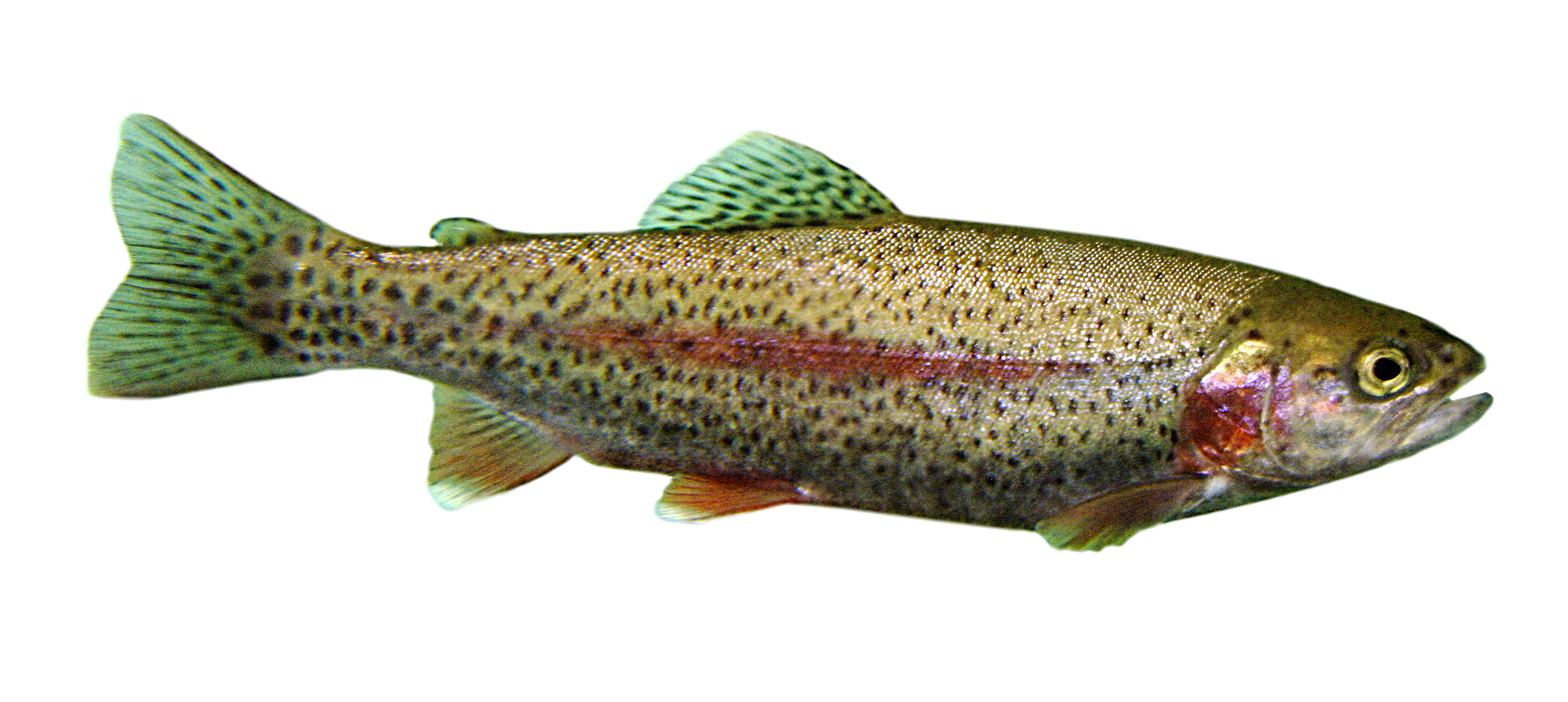
Truta
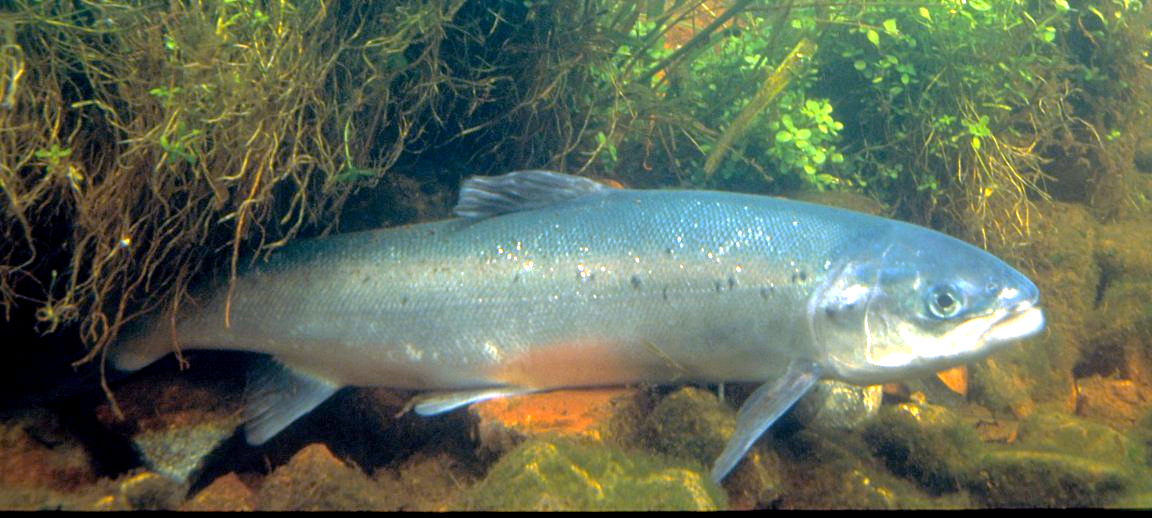
Salmão